# Чугуевский район (Приморский край)
Чугу́евский райо́н — административно-территориальная единица (район) в Приморском крае России. В рамках организации местного самоуправления ему соответствует муниципальное образование Чугуевский муниципальный округ (с 2004 до 2019 гг. — муниципальный район).
Административный центр — село Чугуевка.

## География
Чугуевский район расположен в центре Приморского края. Площадь территории составляет 12 350 км².
Через Чугуевский район с юга на север протягивается долина верхнего течения р. Уссури. С востока к ней примыкают долины крупных притоков — Павловки и Журавлёвки. Ширина долины Уссури достигает 5 км, притоков — не более 3 км. Вся остальная территория за пределами крупных долин представляет собой пересечённую местность, покрытую широколиственными, смешанными и хвойными лесами. На высотах более 1600 м распространены горные тундры. В целом, высота гор возрастает с северо-запада на юго-восток района. Высшая точка Чугуевского района, гора Облачная, находится на юго-востоке, вблизи главного водораздела Сихотэ-Алиня. Её высота составляет 1 854,6 м — это вторая по высоте вершина в Приморском крае. Самая низкая точка района — урез реки Уссури на уровне 133 м.
Часть территории расположена в предгорьях Сихотэ-Алиня, где находится ареал редких растений, некоторые из которых — эндемики.

### Реки района
Почти всю территорию района занимает бассейн реки Уссури. На Уссури стоят сёла Ясное, Тополевый, Архиповка, Верхняя Бреевка, Булыга-Фадеево, Соколовка, административный центр Чугуевка, Новочугуевка, Новомихайловка, Каменка, Варпаховка (протоки Уссури) и Кокшаровка. Остальные населённые пункты района стоят на её притоках.
Левые притоки Уссури:
| №   | Реки             | Длина (км) | Сёла         | Исток                                           | Впадает в                       |
| --- | ---------------- | ---------- | ------------ | ----------------------------------------------- | ------------------------------- |
| 1   | Правая Поперечка | 27         | нет          |                                                 | Уссури (в 2 км от Архиповки)    |
| 2   | Медведка         | 25         | Медвежий Кут |                                                 | Уссури (у с. Верхняя Бреевка)   |
| 3   | Матвеевка        | 58         | Цветковка    | Медвежий хребет                                 | Уссури                          |
| 3.1 | Грушевая         | 20         | Пшеницыно    | слияние ручьев Левая Грушевая и Правая Грушевая | Матвеевку (в 2 км от Пшеницыно) |
| 4   | Полыниха         | 22         | Полыниха     | Восточный Синий хребет                          | Уссури (в 1 км от Полынихи)     |

Правые притоки Уссури:
| №   | Реки             | Длина (км) | Сёла                                              | Исток                                                               | Впадает в                         |
| --- | ---------------- | ---------- | ------------------------------------------------- | ------------------------------------------------------------------- | --------------------------------- |
| 1   | Извилинка        | 64         | Извилинка                                         | г. Снежная                                                          | Уссури (ус. Извилинка)            |
| 1.1 | Правая Извилинка | 48         | Берёзовка                                         |                                                                     | Извилинку                         |
| 2   | Павловка         | 131        | Нижние Лужки, Шумный, Антоновка, Павловка, Уборка |                                                                     | Уссури (в 2 км от с. Варпаховка)  |
| 2.1 | Антоновка        | 21         | Ленино                                            | слияние ручьев Левая Антоновка и Правая Антоновка, в 2 км от Ленино | Павловку (в 1 км от с. Антоновка) |
| 3   | Журавлёвка       | 114        | Самарка, Окраинка, Заветное                       |                                                                     | Уссури (в 2 км от Саратовки)      |

## История
Большинство сёл Чугуевского района основано в начале XX века переселенцами из центральных районов России и Украины.
В годы Гражданской войны Чугуевский район прославился партизанским движением за власть Советов на Дальнем Востоке.
Чугуевский район с центром в селе Чугуевке образован Постановлением Дальневосточного крайисполкома от 23 марта 1935 года № 390. На территории района в то время находилось 37 населённых пунктов.

## Население
| 1939    | 1959    | 1970    | 1979    | 1989    | 1992    | 2002    | 2004    | 2006    |
| ------- | ------- | ------- | ------- | ------- | ------- | ------- | ------- | ------- |
| 15 685  | ↗25 517 | ↗27 647 | ↗29 170 | ↗30 909 | ↗31 400 | ↘28 913 | ↘27 957 | ↘27 020 |
| 2008    | 2009    | 2010    | 2011    | 2012    | 2013    | 2014    | 2015    | 2016    |
| ↘26 600 | ↘25 549 | ↘24 937 | ↘24 847 | ↘24 128 | ↘23 838 | ↘23 335 | ↘23 120 | ↘22 944 |
| 2017    | 2018    | 2019    | 2020    | 2021    | 2022    | 2023    | 2024    |         |
| ↘22 907 | ↘22 523 | ↘22 232 | ↘21 857 | ↗21 861 | ↘21 704 | ↘21 421 | ↘21 090 |         |

Количество родившихся и умерших (абсолютные цифры)

## Населённые пункты
В Чугуевском районе (муниципальном округе) 32 населённых пункта (все — сельские с категорией села).
| №  | Населённый пункт | Тип  | Население (чел.) | Бывшее сельское поселение |
| -- | ---------------- | ---- | ---------------- | ------------------------- |
| 1  | Антоновка        | село | ↘267             | Шумненское                |
| 2  | Архиповка        | село | ↘202             | Чугуевское                |
| 3  | Берёзовка        | село | ↘212             | Чугуевское                |
| 4  | Булыга-Фадеево   | село | ↘1312            | Чугуевское                |
| 5  | Варпаховка       | село | ↘120             | Чугуевское                |
| 6  | Верхняя Бреевка  | село | ↘450             | Чугуевское                |
| 7  | Заветное         | село | ↘376             | Кокшаровское              |
| 8  | Заметное         | село | ↘139             | Чугуевское                |
| 9  | Извилинка        | село | ↘21              | Чугуевское                |
| 10 | Изюбриный        | село | ↘330             | Шумненское                |
| 11 | Каменка          | село | ↘690             | Чугуевское                |
| 12 | Кокшаровка       | село | ↘1161            | Кокшаровское              |
| 13 | Ленино           | село | ↘445             | Шумненское                |
| 14 | Лесогорье        | село | ↘234             | Кокшаровское              |
| 15 | Медвежий Кут     | село | ↘98              | Чугуевское                |
| 16 | Михайловка       | село | ↗41              | Чугуевское                |
| 17 | Нижние Лужки     | село | ↗194             | Шумненское                |
| 18 | Новомихайловка   | село | ↘613             | Чугуевское                |
| 19 | Новочугуевка     | село | ↘284             | Чугуевское                |
| 20 | Окраинка         | село | ↘7               | Кокшаровское              |
| 21 | Павловка         | село | ↘113             | Чугуевское                |
| 22 | Полыниха         | село | ↘100             | Кокшаровское              |
| 23 | Пшеницыно        | село | ↘275             | Чугуевское                |
| 24 | Самарка          | село | ↗971             | Кокшаровское              |
| 25 | Саратовка        | село | ↘286             | Кокшаровское              |
| 26 | Соколовка        | село | ↘1058            | Чугуевское                |
| 27 | Тополёвый        | село | ↘40              | Чугуевское                |
| 28 | Уборка           | село | ↘851             | Чугуевское                |
| 29 | Цветковка        | село | ↘391             | Чугуевское                |
| 30 | Чугуевка         | село | ↘11 101          | Чугуевское                |
| 31 | Шумный           | село | ↘1125            | Шумненское                |
| 32 | Ясное            | село | ↘360             | Чугуевское                |

## Муниципальное устройство
В рамках организации местного самоуправления в границах района функционирует Чугуевский муниципальный округ (с 2004 до 2019 гг. — Чугуевский муниципальный район).
В составе образованного в декабре 2004 года муниципального района были созданы 8 муниципальных образований со статусом сельского поселения. Законом от 29 июня 2010 года были упразднены Березовское, Бреевское, Уборкинское сельские поселения (включены в Чугуевское сельское поселение), Заветненское и Самарское (включены в Кокшаровское сельское поселение). С июля 2010 до декабря 2019 гг. в муниципальный район входили три сельских поселения:
| № | Муниципальное образование       | Административный центр | Количество населённых пунктов | Население (чел.) | Площадь (км²) |
| - | ------------------------------- | ---------------------- | ----------------------------- | ---------------- | ------------- |
| 1 | Кокшаровское сельское поселение | село Кокшаровка        | 7                             | 2549             | 206,40        |
| 2 | Чугуевское сельское поселение   | село Чугуевка          | 20                            | 17 871           | 532,88        |
| 3 | Шумненское сельское поселение   | село Шумный            | 5                             | 1812             | 113,10        |

К 1 января 2020 года все сельские поселения были упразднены и вместе со всем муниципальным районом преобразованы путём их объединения в муниципальный округ.

## Экономика
Лесная и лесоперерабатывающая промышленность — наиболее развитая отрасль района. В западных частях района хорошо развито сельское хозяйство, особенно мясо-молочное скотоводство.
Другие отрасли промышленности: пищевая, полиграфия, добыча полезных ископаемых.
На начало 2013 года в районе зарегистрировано 272 предприятия и организации всех видов деятельности: лесного и сельского хозяйства, строительства и торговли, образования и здравоохранения, прочие предприятия.
Более 80,0 % объёма производства сельскохозяйственной продукции приходится на население и частные хозяйства. За счёт домашних хозяйств полностью удовлетворена потребность населения в картофеле.
Климат, несмотря на увеличение посевных площадей, оказывает существенное влияние на сбор продукции растениеводства. Засуха или обильные дожди, подтопление угодий или наводнения в период уборки зерновых и картофеля, происходят в долине реки Уссури достаточно часто.

## Транспорт и связь
Рядом с селом Чугуевка расположена железнодорожная станция Новочугуевка Дальневосточной железной дороги. 1 декабря 2018 года, возобновилось железнодорожное сообщение между Новочугуевкой и Владивостоком, прерванное более восьми лет назад.
Чугуевский район связан междугородним автобусным сообщением с Кавалерово, Дальнегорском, Спасск-Дальним, Уссурийском, Владивостоком. Пассажирские перевозки между сёлами района производятся по 16 маршрутам.
В Чугуевском районе работают операторы сотовой связи — МТС, МегаФон, Билайн (ранее НТК) и Ростелеком (ранее Акос).

## Культура
В 2012 году в районе работали 20 школ, три учреждения культуры.
В 2012 году жители района отмечали юбилей села Пшеницыно (основано в 1912 г.), сёл Цветковка и Новомихайловка, основанных в 1907 году, села Верхняя Бреевка (основано в 1927 г.).

## Известные уроженцы
- Гуртовой, Николай Павлович  (13.06.1919—03.01.1995) — кавалер ордена Славы трёх степеней[38].
- В Чугуевке прошли детские и юношеские годы писателя Александра Фадеева.
- Миненко, Александр Тимофеевич (25 июля 1948 года — 29 декабря 2010 года) — советский и российский военачальник, генерал-майор, начальник Уссурийского Суворовского военного училища с 1992 по 2008 год.

## Достопримечательности
В 85 км от села Чугуевка проходит граница Национального парка «Зов Тигра», который образован на стыке Чугуевского, Лазовского и Ольгинского районов. Здесь находится высшая точка района и шестая по высоте вершина Сихотэ-Алиня — гора Облачная (1854 м), а также гора Снежная, на склонах которой берёт начало Уссури — главная река Приморья, и Чугуевского района в частности. Здесь же истоки Милоградовки, впадающей в бухту Милоградовку Японского моря. На одной из скал есть барельеф В. К. Арсеньева.
Вблизи села Кокшаровка есть природные радоновые источники.
В 55 км от Чугуевки находится село Архиповка, основанное старообрядцами в 1908 году. Жители села сохранили многие традиции своих предков.